# S1mple
Oleksandr Olegovich Kostyliev (em ucraniano:  Олександр Олегович Костылєв; Kiev, 02 de outubro de 1997), mais conhecido como s1mple, é um jogador ucraniano de Counter-Strike: 2. Atualmente joga pela BC.Game. Ele é considerado como um dos melhores jogadores de CS2 do mundo, de acordo com diversos portais e premiações.

## Infância e juventude
Kostyliev nasceu em 2 de outubro de 1997. Seu sobrenome é de origem russa. Ele começou a jogar Counter-Strike aos quatro anos por recomendação de seu irmão mais velho. S1mple pegou Counter-Strike: Global Offensive em seu lançamento em 2012, juntando-se à sua primeira equipe profissional um ano depois.

## Carreira
Em 2013, um ano após o lançamento de Counter-Strike: Global Offensive, s1mple se juntou ao time da extinta Courage Gaming. No ano seguinte, disputou o qualificatório para a EMS One Katowice 2014, mas não conseguiram se classificar. Então mudou-se para o time da HellRaisers, onde disputou seu primeiro Major, o DreamHack Winter 2014, mesmo não vencendo, a HellRaisers terminou entre as oito melhores equipes.
Após a HellRaisers, s1mple jogou pela FlipSid3 Tactics e Team Liquid, pela qual foi vice-campeão no Major da ESL One Cologne 2016.
Em abril de 2016, ingressou na equipe da Natus Vincere, onde ganhou seu primeiro campeonato presencial internacional, o ESL One New York 2016, do qual foi eleito o melhor jogador.
Em novembro de 2021, ganhou seu primeiro Major, o PGL Major Stockholm 2021, no qual ganhou o prêmio de melhor jogador.
No dia 12 de novembro de 2022, foi eleito o melhor jogador da década pela ESL, no qual recebeu um prêmio entregue antes das semifinais do IEM Rio Major 2022.

## Conquistas notáveis
Natus Vincere
- BLAST Premier Spring Final 2022[16]
- PGL Major Stockholm 2021[17][18][12]
- BLAST Premier World Final 2021[19]
- BLAST Premier Fall Finals 2021[20]
- ESL Pro League Season 14[21]
- IEM Cologne 2021[22]
- DreamHack Masters Spring 2021[23]
- BLAST Premier Global Final 2020[24]
- IEM Katowice 2020[25]
- StarSeries i-League Season 7[26]
- BLAST Pro Series Copenhagen 2018[27]
- ESL One Cologne 2018[28]
- CS:GO Asia Championships 2018[29]
- StarSeries i-League Season 5[30]
- DreamHack Open Winter 2017[31]
- ESL One New York 2016[32]

### Prêmios individuais
- 20 Melhores Jogadores da HLTV: 4º (2016),[33] 8º (2017),[34] 1º (2018),[35] 2º (2019),[36] 2º (2020),[37] 1º (2021),[38] 1º (2022)[39], 7º (2023)[40]
- Jogador de PC do Ano do Esports Awards: 2018,[41] 2021[42]
- Melhor Jogador de Esports do The Game Awards: 2021[43]
- Jogador de CS:GO da Década da ESL: 2013–2022[44][45][46]